# 大孢附丝壳
大孢附丝壳（学名：Appendiculella sinsuiensis）是属于小煤炱目小煤炱科附丝壳属的一种真菌，寄生在柯属植物上。该种分布于中国大陆、台湾。